# حرمه
حرمه (به عربی: حرمة ) یک شهر در عربستان سعودی است که در استان ریاض واقع شده‌است.

## خصوصیات
حرمه ۱۳٬۰۰۰ نفر جمعیت دارد.

## اقلیم
حرمه با قرار گرفتن در وسط صحرای عربستان، تابستان های بسیار گرم و زمستان های نسبتا خنکی را تجربه می کند.  رطوبت هوا در طول سال کم است.  حداقل دما در تابستان بین ۳۵ تا ۴۲ درجه سانتیگراد است.